# SS Frontier
El Frontier fue un carguero construido en 1922 como Cattaro por Memeler Schiffswerke, Lindenau & Co, Memel, Alemania. Después de una venta en 1930, pasó a llamarse Finkenau. En 1945, pasó a llamarse Levensau y fue confiscado más tarde ese año tras el fin de la Segunda Guerra Mundial por los aliados en Brunsbüttel, pasó al Ministerio de Transporte de Guerra (MoWT) y pasó a llamarse Empire Convoy. Fue asignado a los Países Bajos en 1946 y pasó a llamarse Grebburg. Fue vendido al servicio mercante en 1947 y pasó a llamarse Echo. Una venta a Sudáfrica en 1952 hizo que pasara a llamarse Frontier. El barco sirvió hasta 1957, cuando encalló y se rompió.

## Hundimiento
En 1953, pasó a llamarse Frontier, el cuarto barco de African Coasters en llevar ese nombre. Estuvo en servicio hasta el 27 de septiembre de 1957, cuando encalló cerca de la desembocadura del río Ncera, a 23 millas náuticas (43 km) al este de East London, durante un viaje de Durban a Puerto Elizabeth. El 29 de septiembre, se rompió y fue declarado pérdida total.